# Pristimantis megalops
Pristimantis megalops es una especie de anfibio anuro de la familia Craugastoridae.

## Distribución
Esta especie es endémica de la Sierra Nevada de Santa Marta, Colombia. Habita entre los 1300 y los 2450 m sobre el nivel del mar en los departamentos de Magdalena, Cesar y La Guajira.

## Descripción
El holotipo mide 24 mm.

## Publicación original
- Ruthven, 1917 : Two new species of Eleutherodactylus from Colombia. Occasional papers of the Museum of Zoology University of Michigan, n.º 39, p. 1-6[5]